# RWM
RWM är en akronym för Read Write Memory, det vill säga minne som kan både skrivas och läsas och är därmed motsatsen till ROM, Read Only Memory. 
RWM benämns oftast förvirrande för RAM, Random Access Memory. Det vill säga minne där man kan nå alla platser i minnet i godtycklig ordning. RAM-minne kan dock vara både skrivbart och läsbart. 